# گرابووا (استان اشوی‌داشکسیه)
گرابووا (به لهستانی: Grabowa) یک منطقهٔ مسکونی در لهستان است که در گمینا ووبنگتسه (استان اشوی‌داشکسیه) واقع شده‌است. گرابووا ۱۹۴٫۲ متر بالاتر از سطح دریا واقع شده‌است.